# Dietsche doctrinale

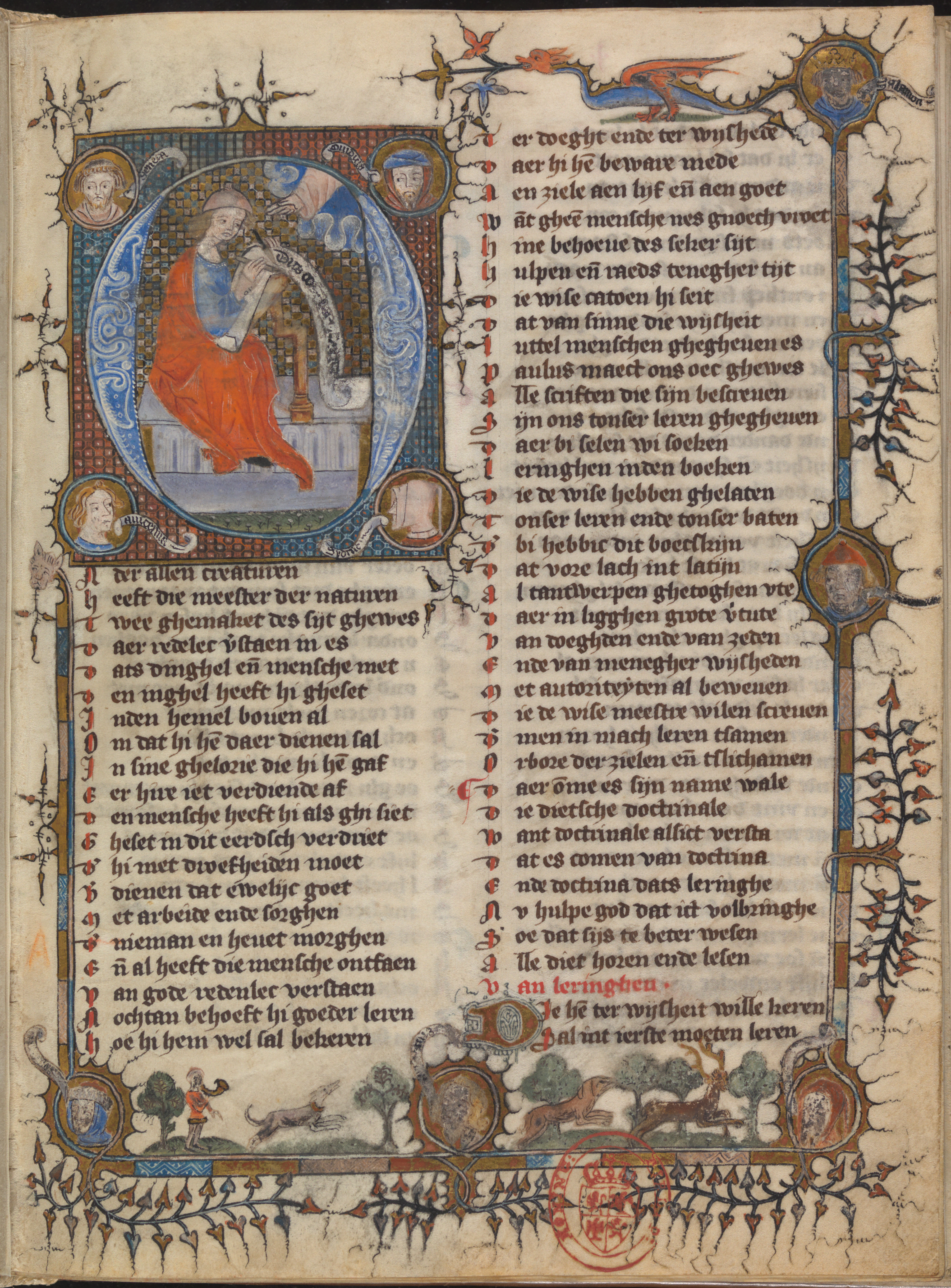
Begin van Die Dietsche Doctrinale, KB 76 E 5

De Dietsche doctrinale is een anoniem Middelnederlands leerdicht gebaseerd op De amore et dilectione Dei (1238) van de Italiaanse jurist Albertanus van Brescia. Het werk werd in 1345 geschreven door een anonieme Antwerpenaar, maar wordt weleens toegeschreven aan de Antwerpse schepenklerk Jan van Boendale.

## Inhoud
De doctrinael is opgedragen aan Jan III, hertog van Brabant, maar lijkt toch vooral bedoeld voor een stadspubliek. De moraal die in het werk wordt uitgedragen, wordt beschouwd als een typisch voorbeeld van lekenethiek. In drie delen  beschrijft de auteur hoe de burgers zich dienen te gedragen in de omgang met elkaar en met God. Hierbij legt hij vooral de nadruk op het algemeen belang.

## Overlevering
Het werk kende een groot succes, ook in Duitsland waar in de vijftiende eeuw een vertaling werd gemaakt onder de titel Der Leyen Doctrinal. Maar vooral van de Middelnederlandse versie zijn er vele manuscripten van teruggevonden. Drie voorbeelden bevinden zich in de Universiteitsbibliotheek Gent, namelijk handschrift 942, handschrift 1636 en handschrift 2210. 

#### Handschrift 942
Dit handschrift, dat de naam Die Dietsche doctrinale draagt, werd vervaardigd in Oudenaarde, in 1367. Het manuscript werd voor het eerst opgemerkt bij Jan van Diksmuide in de zestiende eeuw, later bij Jonckheer de Keingiaert in de zeventiende eeuw en daarna bij Verz. J. J. Lambin in Ieper in de achttiende/negentiende eeuw. Het handschrift telt 41 folio's en heeft een gerestaureerde kalfslederen band over houten borden, een ruitenveld met losse stempels, en kent sporen van sluitriemen. 

#### Handschrift 1636

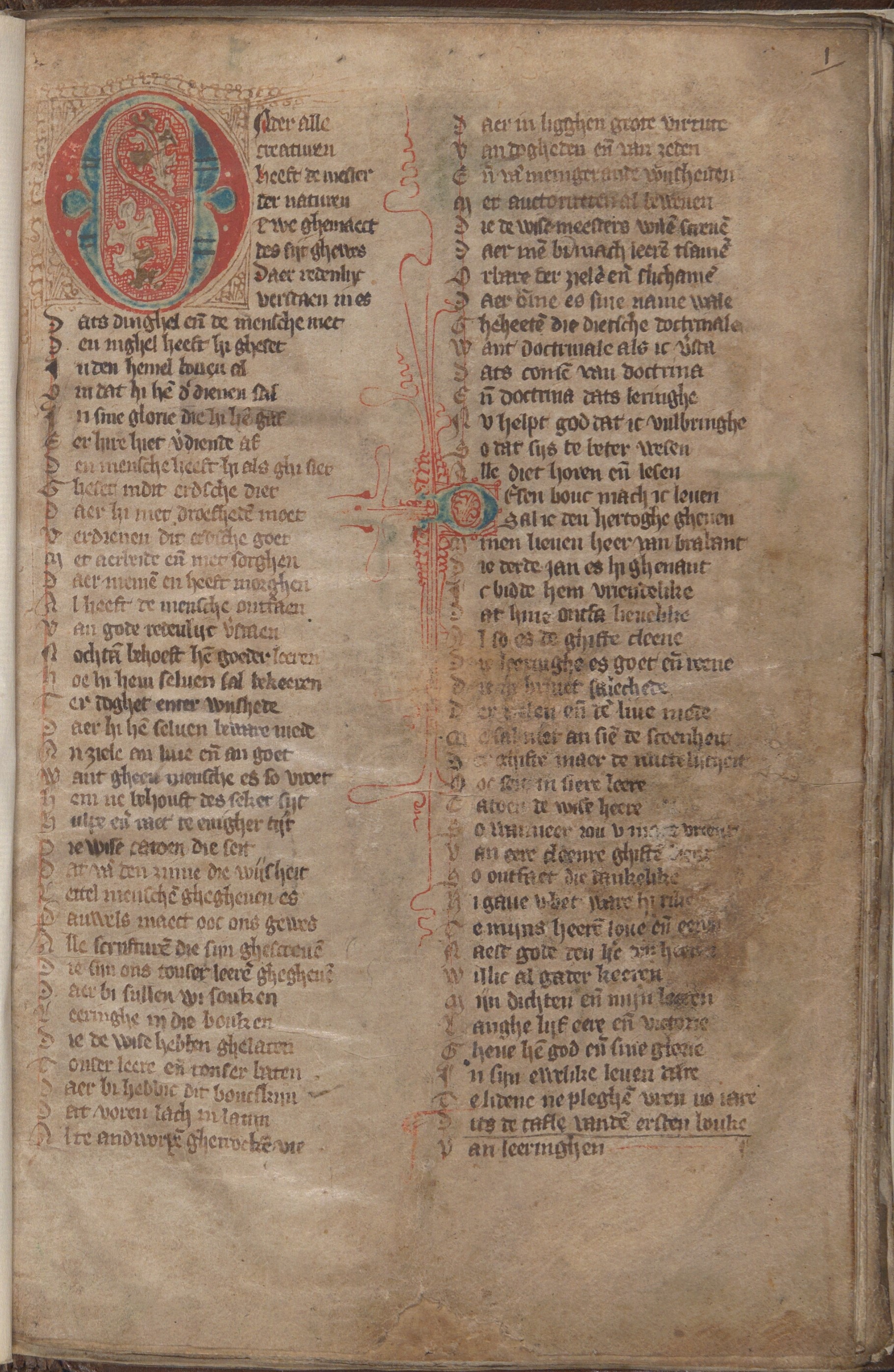
Fragment uit handschrift 942, vervaardigd in 1367.

Handschrift 1636 wordt geïnventariseerd onder de naam Dietsche doctrinael. Dit manuscript bevat slechts enkele fragmenten van de Dietse Doctrinale. Van de fragmenten weten we dat ze vervaardigd zijn in de Nederlanden, in de tweede helft van de veertiende eeuw. De fragmenten waren vroeger in het bezit van Alphonse Diegerick en later van Jean-Jacques Lambin. Het fragment bestrijkst slechts twee bifolia. 

#### Handschrift 2210
Dit handschift, dat ook de titel Dietsche doctrinael draagt, werd vervaardigd in de Nederlanden, in de veertiende eeuw. Hier gaat het ook om vier stukken perkament, fragmenten van de Dietsche doctrinale. Verder is er geen informatie over waar het werk vandaan komt. 

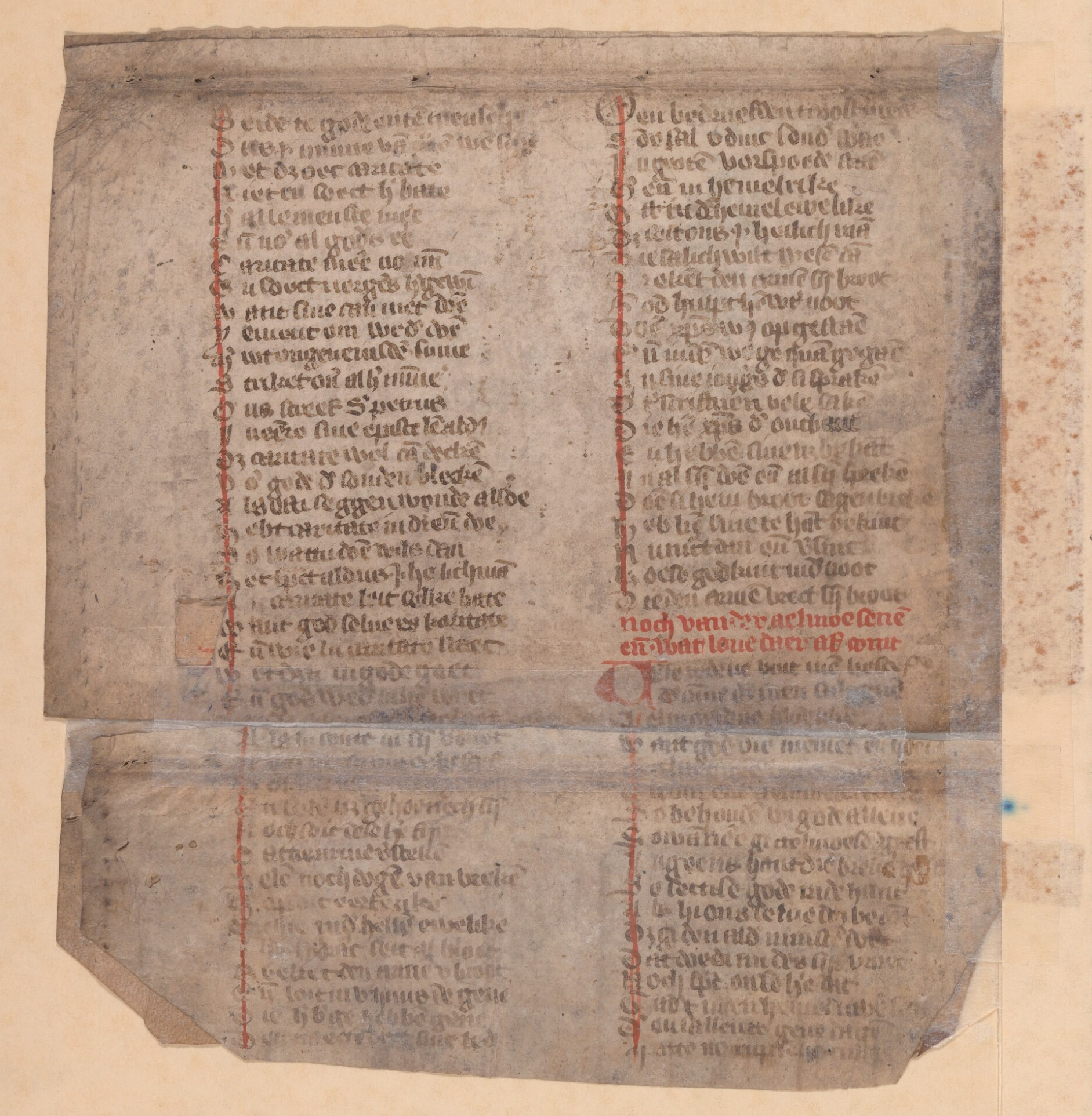
Fragment uit handschrift 2210, vervaardigd in de veertiende eeuw.

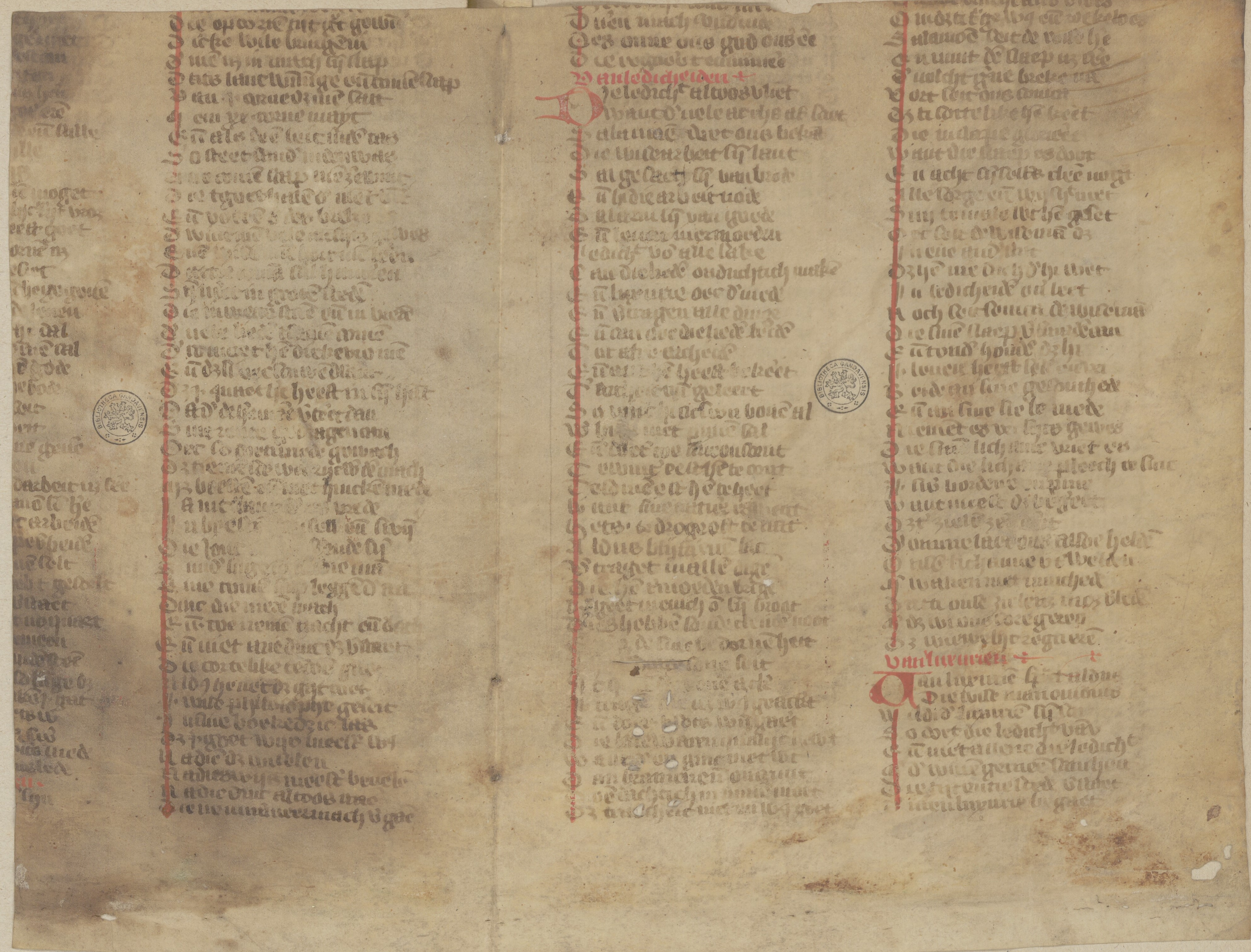
Fragment uit handschrift 1636, vervaardigd in de tweede helft van de veertiende eeuw.